# 福雷斯特城 (明尼蘇達州)
福雷斯特城（英語：Forest City）是位於美國明尼蘇達州米克縣福雷斯特城鎮區的一個非建制地區。

## 歷史
福雷斯特城的郵局於1856年成立，其後於1907年停運。

## 地理
福雷斯特城所處的海拔為高於海平面326米（即1070英呎），而該地所採用的時區為UTC-6，即北美中部時區（CST）。同時該地設有夏令時間，為UTC-6調快一小時，即UTC-5（CDT）。